# Anna Zonová
Anna Zonová (* 24. dubna 1962 Nižný Komárnik) je současná česká prozaička.

## Biografie
Narodila se v Nižném Komárniku na východním Slovensku. Původem je však Rusínka. Dětství prožila v oblasti Nízkého Jeseníku. V letech 1981–1985 vystudovala stavební fakultu VUT v Brně. V 90. letech žila v Moravském Berouně, kde organizovala výstavy současného výtvarného umění v místním barokním kostele. Působila také jako výtvarná kritička, její recenze byly zveřejňovány např. v Hostu, Ateliéru a Literárních novinách. V současnosti[kdy?] žije v Olomouci. Vlastní literární tvorbě se začala věnovat až na prahu čtyřiceti let, kdy byla vydána její prvotina.

## Dílo
- Červené botičky. Brno: Petrov, 2001 – sbírka sedmnácti povídek
- Za trest a za odměnu. Praha: Torst, 2004 – román, čtyři vypravěči navzájem propleteni rodinnými vztahy vypráví své životy v době těsně poválečné a následující
- Boty a značky. Praha: Torst, 2007 – novela, zpověď Albína, který trpí obsesí vůči botám; jeho přísně řízený život demonstruje přehnané dodržování jízdních předpisů a příkazů dopravních značek
- Lorenz, zrady. Brno: Větrné mlýny, 2013 – černá komedie o touze po moci. V roce 2013 zpracováno jako četba na pokračování v Českém rozhlasu, čte: Michal Zelenka (herec), režie: Markéta Jahodová[3]

### Recenze
- Čtenářský deník… Anna Zonová: Za trest a za odměnu [online]. Česká televize, 2010 [cit. 2013-06-11]. Dostupné online.
- KOVÁŘ, Václav. Zonová, Anna: Za trest a za odměnu [online]. iLiteratura.cz, 2005-01-06 [cit. 2013-06-11]. Dostupné online.
- BEČVÁŘOVÁ, Anna. Za trest a za odměnu: na dobrý román trochu málo [online]. Literární novinky, www.litenky.cz, 2005-03-11 [cit. 2013-06-11]. Dostupné v archivu pořízeném dne 2011-03-02.
- CERMANOVÁ, Anna. Zonová, Anna: Boty a značky [online]. iLiteratura.cz, 2007-11-15 [cit. 2013-06-11]. Dostupné online.
- STAŠOVÁ, Ema. Pedantství a posedlost botami: O tom, jak slizký může být strach z odpovědnosti [online]. Literární novinky, www.litenky.cz, 2008-02-25 [cit. 2013-06-11]. Dostupné v archivu pořízeném dne 2010-07-27.

### Rozhovory
- STAŠOVÁ, Ema. Co rozluští jen člověk blízký… Anna Zonová vám poradí, co si vzít na Měsíc [online]. Literární novinky, www.litenky.cz, 2007-11-19 [cit. 2013-06-11]. Dostupné v archivu pořízeném dne 2010-07-27.
- CUDLÍN, Karel. Anketa před knihovnou: Anna Zonová, spisovatelka [online]. Hospodářské noviny, iHNed.cz, 2007-07-20 [cit. 2013-06-11]. Dostupné online.
- MLEJNEK, Josef. Portrét Anny Zonové: Do mého psaní se promítají zkušenosti širší rodiny. Příloha Proglas 5/2004. Revue Politika [online]. 2004-10 [cit. 2013-06-11]. Roč. 2004, čís. 8. Dostupné online. ISSN 1803-8468.